# Une étoile dans la nuit

Une étoile dans la nuit est le cinquième tome de la saga littéraire Éternels d'Alyson Noël, paru en 2010 en anglais et l'année suivante en français.

## Résumé
Maîtrisant à présent ses nouveaux pouvoirs d’immortelle, Haven est prête à tout pour venger la mort de Roman, le garçon dont elle était éperdument amoureuse. Tenant Ever pour unique responsable, elle va tenter de briser par tous les moyens le lien éternel qui l’unit à Damen.
Ever devra alors faire face à une cruelle révélation, et pire, affronter la plus terrible des adversaires : Haven, la personne qui la connaît le mieux au monde. Puisant dans ses dernières ressources pour surmonter cette nouvelle épreuve, elle découvre des pouvoirs qu’elle ignorait posséder… Mais la survie de son couple mérite-t-elle de plonger son ancienne amie dans les ténèbres ? Au cœur de la tourmente, Ever saura-t-elle rester fidèle à ceux qui lui sont le plus cher ?

## Personnages
Ever Bloom : adolescente de 16 ans, blonde aux yeux bleus, ayant perdu sa famille et son chien dans un accident qui lui a laissé une cicatrice sur le front et des pouvoirs psychiques. Elle voit la couleur des auras humaines, entend ce qu'ils pensent, connaît l'histoire de leur vie à leur contact et communique avec le fantôme de sa sœur. Ignorée pas ses camarades de classe, elle tombe amoureuse de Damen, seul adolescent à résister à ses pouvoirs.
Damen Auguste : c'est le premier des Imoortels, âgé de plus de six siècles et qui a hérité de son père la recette de l'élixir d'immortalité. Il est amoureux d'Ever depuis leur première rencontre après s'être séparé de son ex-femme. Vie après vie, les réincarnations d'Ever sont toutes tuées dans ce qui semblerait être des accidents, et Damen commence à perdre espoir avant de réussir enfin à sauver sa bien-aimée.
Jude : c'est le propriétaire de la librairie où travaillait Ava. Lui et Ever sont amants à chacune de leurs réincarnations mais dès que Damen retrouve Ever, celle-ci met fin à leur relation.
Sabine : c'est la tante d'Ever, la sœur jumelle du père d'Ever qui l'accueillit après l'accident. L'adolescente se sent à la fois reconnaissante et coupable envers sa tante, qu'elle pense priver de liberté, elle sortira avec M. Munoz, le professeur d'histoire d'Ever.
Riley Bloom : c'est la sœur d'Ever, qui lui rend visite et communique avec elle malgré sa mort grâce aux pouvoirs psychiques de cette dernière mais quand elle passe le pont, Ever se sent très seule.
Drina Auguste : c'est une immortelle et aussi l'ex-femme de Damen. C'est elle qui tue Ever à chacune de ses réincarnations. Cette fois-ci, comme Ever est immortelle, cette dernière parvient à tuer Drina.
Ava : c'est une voyante qui aide Ever à se créer un bouclier psychique pour ne plus entendre les pensées des autres et elle s'enfuit à la fin du tome 2 avec l'élixir d'immortalité.
Haven : c'est l'une des seules amies d'Ever, elle change de style car elle veut se faire remarquer, elle est jalouse d'Ever puis dans le tome 3, dès qu'elle devient immortelle, elle se rapproche dangereusement de Roman et commence à détester Ever et Damen.
Miles : c'est le meilleur ami d'Ever, il est homosexuel et joue et chante dans des pièces de théâtres mais il a des doutes sur Damen et quand il va en Italie, il découvre plein de choses sur les anciennes vies de Damen.
Stacia Miller : c'est la rivale d'Ever, elle sortira dans le tome 2 avec Damen quand il ne sera plus pareil à cause du poison de Roman.
Honor : c'est la meilleure amie de Stacia mais aussi son ombre, elle décide de se venger en se mettant à la magie et elle est aussi tombée sous le charme de Jude donc elle demande des cours avec lui.
Roman : c'est un immortel, il est amoureux de Drina et pour venger sa mort, empoisonne Damen et sympathise avec Haven.
Rayne et Romy : ce sont deux jumelles qui, après avoir aidé Ever à sauver Damen, perdent leurs pouvoirs et habitent chez Damen et quand elles retrouvent leur tante, elles vont habiter avec elle.